# Błyskawica (Maschinenpistole)
Błyskawica (polnisch: Blitz) war eine Maschinenpistole, die während des Zweiten Weltkrieges im durch die Deutschen besetzten Polen durch die Armia Krajowa, die größte polnische Widerstandsbewegung, entwickelt und hergestellt wurde. Es handelte sich um einen technisch erfolgreichen Entwurf einer kompakten Waffe; sie war mit großer Wahrscheinlichkeit die einzige im besetzten Teil Europas entwickelte und in Massen hergestellte Waffe.

## Geschichte
1942 schlug der Ingenieur Wacław Zawrotny der Führung der Armia Krajowa vor, eine billige Maschinenpistole für den Eigenbau für den polnischen Widerstand zu entwickeln. Der Hauptaugenmerk lag dabei in der Einfachheit der Konstruktion, damit die Fertigung sogar in kleineren Werkstätten durch unerfahrene Techniker erfolgen konnte. Die Idee Zawrotnys wurde angenommen, weswegen er zusammen mit Seweryn Wielanier eine Maschinenpistole entwarf, die bald darauf Błyskawica getauft wurde. Um eine einfache Fertigung sicherzustellen, waren alle Einzelteile der Waffe mit Schrauben und Gewinden verbunden, nicht mit Bolzen und Schweißnähten, wie seit dem Beginn der Schusswaffenproduktion im 17. Jahrhundert üblich.

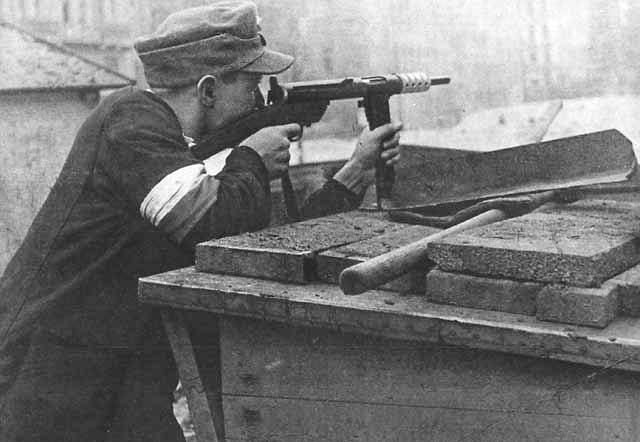
Polnischer Kämpfer mit einer Błyskawica während des Warschauer Aufstandes

Der technische Entwurf basierte auf zwei der bekanntesten Maschinenpistolen der Ära: Die äußere Form mit einer einschiebbaren Schulterstütze aus Metall und unter der Waffe montiertem Magazin war an die erfolgreiche deutsche Maschinenpistole 40 angelehnt. Der innere Aufbau der Mechanik war der britischen Sten Gun nachempfunden. Die Waffe arbeitete aufschießend mit einem Masseverschluss. Sie zeigte gute Leistungen und eine hohe Verlässlichkeit. Im Gegensatz zur Sten Gun und ihrem polnischen Klon hatte sie einen frei beweglichen, also nicht federbelasteten Schlagbolzen.
Die Entwurfsarbeiten endeten im April 1943, im September 1943 lag ein erster Prototyp vor. Nach ausgiebigen Versuchen in den Wäldern um Zielonka in der Nähe von Warschau wurde die Waffe dem befehlshabenden Offizier der KeDyw, August Emil Fieldorf, vorgestellt, der den Entwurf annehmbar fand. Im November wurden die Konstruktionspläne an einige Werkstätten im besetzten Polen übergeben, und die Serienproduktion lief an. Der Name der Waffe kam daher, dass die Entwickler auf dem Prototyp drei Blitze eingraviert hatten. Dieses Logo ähnelte dem der Elektrit Radiotechnical Society, bei der die Entwickler vor dem Krieg gearbeitet hatten.
Die Produktion begann in einem Warschauer Betrieb, der offiziell Metallzäune herstellte. Nach den anfänglichen Tests mit fünf Prototypen bestellte das KeDyw 1000 Stück und später nochmals 300. Bis Juli 1944 und dem Beginn der Aktion Burza wurden annähernd 600 Stück in Warschau hergestellt. Während des Warschauer Aufstandes wurden weitere 40 produziert. Es ist möglich, dass die Błyskawica in geringer Stückzahl auch außerhalb Warschaus hergestellt wurde.